# No Escape
No Escape — pięcioutworowy minialbum heavymetalowego zespołu InDespair będący efektem kilkudziesięciu godzin spędzonych we wrocławskim studiu JM Records między kwietniem a sierpniem 2007 roku. Nagraniami, miksem i masteringiem zajął się właściciel studia Jacek Markuszewski. Na początku 2008 roku wytłoczonych zostało 300 egzemplarzy, z których ok. połowa przeznaczona została na cele promocyjne, reszta sprzedawana była na aukcjach internetowych i koncertach. Nakład rozszedł się, w związku z czym wyprodukowanych zostało kolejne 300 egzemplarzy.